# Kim André Madsen
Kim André Madsen (Oslo, 12 marzo 1989) è un calciatore norvegese, difensore dell'Asker.

## Carriera

### Club

#### Lyn Oslo e Nybergsund-Trysil
Madsen ha giocato, a livello giovanile, per Vestli, Grei e Lyn Oslo. Proprio con quest'ultimo club, ha debuttato in prima squadra: il 10 maggio 2006 è subentrato infatti a Kristian Flittie Onstad nel successo per 0-4 in casa del Fossum, nell'edizione stagionale del Norgesmesterskapet. Il 27 giugno dello stesso anno, ha giocato  il primo match nelle competizioni europee per club: è stato infatti titolare nel primo turno preliminare della Coppa UEFA 2006-2007, disputato in casa del Flora e conclusosi con un pareggio a reti inviolate. Il 31 luglio ha esordito anche nella massima divisione norvegese, venendo schierato titolare nella sconfitta casalinga per 1-2 contro lo Start.
Nel 2008, è stato ceduto in prestito al Nybergsund-Trysil, in 1. divisjon. Ha giocato il primo incontro con questa casacca in data 5 aprile, nella sconfitta per 5-2 contro lo Start.
Una volta rientrato dal prestito, ha giocato un solo match di campionato per il Lyn Oslo.

#### Strømsgodset
Il 14 novembre 2008 è passato a titolo definitivo allo Strømsgodset. Qui, ha esordito il 15 marzo 2009, venendo impiegato da titolare nel pareggio per 3-3 contro lo Start. Il 22 febbraio 2013, ha rinnovato il contratto che lo legava al club per altre tre stagioni. Il 28 marzo 2015 ha rinnovato ulteriormente il suo contratto, per altre tre stagioni.
Il 30 novembre 2017 ha prolungato l'accordo che lo legava allo Strømsgodset, fino al 31 dicembre 2018. Ha lasciato la squadra al termine di questo accordo.

#### Asker
Il 7 gennaio 2019, l'Asker ha reso noto l'ingaggio di Madsen, che si è legato al nuovo club con un contratto biennale.

### Nazionale
adsen ha debuttato per la Norvegia under 21 il 13 febbraio 2009, quando è stato titolare nel successo per 2-0 contro il Liechtenstein under 21.
Il 5 agosto 2011 è stato convocato nella Nazionale maggiore a causa del forfait di Brede Hangeland, in occasione della sfida amichevole contro la Repubblica Ceca. Il 10 agosto ha potuto quindi esordire per la selezione norvegese, sostituendo Kjetil Wæhler nella vittoria per 3-0 sui cechi.

## Statistiche

### Presenze e reti nei club
Statistiche aggiornate al 15 gennaio 2019.
| Stagione            | Club                | Campionato          | Campionato | Campionato | Coppe nazionali | Coppe nazionali | Coppe nazionali | Coppe continentali | Coppe continentali | Coppe continentali | Supercoppe | Supercoppe | Supercoppe | Totale | Totale |
| Stagione            | Club                | Comp                | Pres       | Reti       | Comp            | Pres            | Reti            | Comp               | Pres               | Reti               | Comp       | Pres       | Reti       | Pres   | Reti   |
| ------------------- | ------------------- | ------------------- | ---------- | ---------- | --------------- | --------------- | --------------- | ------------------ | ------------------ | ------------------ | ---------- | ---------- | ---------- | ------ | ------ |
| 2006                | Lyn Oslo            | ES                  | 4          | 0          | CN              | 1               | 0               | CU                 | 1                  | 0                  | -          | -          | -          | 6      | 0      |
| 2007                | Lyn Oslo            | ES                  | 11         | 0          | CN              | 4               | 0               | -                  | -                  | -                  | -          | -          | -          | 15     | 0      |
| 2008                | Nybergsund-Trysil   | 1D                  | 8          | 0          | CN              | ?               | ?               | -                  | -                  | -                  | -          | -          | -          | 8+     | 0+     |
| 2008                | Lyn Oslo            | ES                  | 1          | 0          | CN              | 0               | 0               | -                  | -                  | -                  | -          | -          | -          | 1      | 0      |
| Totale Lyn Oslo     | Totale Lyn Oslo     | Totale Lyn Oslo     | 16         | 0          |                 | 5               | 0               |                    | 1                  | 0                  |            | -          | -          | 22     | 0      |
| 2009                | Strømsgodset        | ES                  | 15         | 0          | CN              | 1               | 0               | -                  | -                  | -                  | -          | -          | -          | 16     | 0      |
| 2010                | Strømsgodset        | ES                  | 11         | 0          | CN              | 0               | 0               | -                  | -                  | -                  | -          | -          | -          | 11     | 0      |
| 2011                | Strømsgodset        | ES                  | 18         | 0          | CN              | 3               | 1               | UEL                | 2                  | 0                  | -          | -          | -          | 19     | 1      |
| 2012                | Strømsgodset        | ES                  | 27         | 0          | CN              | 3               | 0               | -                  | -                  | -                  | -          | -          | -          | 30     | 0      |
| 2013                | Strømsgodset        | ES                  | 26         | 0          | CN              | 2               | 0               | UEL                | 3                  | 0                  | -          | -          | -          | 31     | 0      |
| 2014                | Strømsgodset        | ES                  | 7          | 0          | CN              | 2               | 0               | UCL                | 0                  | 0                  | -          | -          | -          | 9      | 0      |
| 2015                | Strømsgodset        | ES                  | 7          | 0          | CN              | 0               | 0               | UEL                | 4                  | 0                  | -          | -          | -          | 11     | 0      |
| 2016                | Strømsgodset        | ES                  | 18         | 0          | CN              | 3               | 0               | UEL                | 2                  | 0                  | -          | -          | -          | 23     | 0      |
| 2017                | Strømsgodset        | ES                  | 11         | 0          | CN              | 3               | 0               | -                  | -                  | -                  | -          | -          | -          | 14     | 0      |
| 2018                | Strømsgodset        | ES                  | 2          | 0          | CN              | 1               | 0               | -                  | -                  | -                  | -          | -          | -          | 3      | 0      |
| Totale Strømsgodset | Totale Strømsgodset | Totale Strømsgodset | 142        | 0          |                 | 18              | 1               |                    | 11                 | 0                  |            | -          | -          | 171    | 1      |
| 2019                | Asker               | 2D                  | 0          | 0          | CN              | 0               | 0               | -                  | -                  | -                  | -          | -          | -          | 0      | 0      |
| Totale              | Totale              | Totale              | 166        | 0          |                 | 23+             | 1+              |                    | 12                 | 0                  |            | -          | -          | 201+   | 1+     |

### Cronologia presenze e reti in Nazionale
| Cronologia completa delle presenze e delle reti in nazionale ― Norvegia | Cronologia completa delle presenze e delle reti in nazionale ― Norvegia | Cronologia completa delle presenze e delle reti in nazionale ― Norvegia | Cronologia completa delle presenze e delle reti in nazionale ― Norvegia | Cronologia completa delle presenze e delle reti in nazionale ― Norvegia | Cronologia completa delle presenze e delle reti in nazionale ― Norvegia | Cronologia completa delle presenze e delle reti in nazionale ― Norvegia | Cronologia completa delle presenze e delle reti in nazionale ― Norvegia |
| Data                                                                    | Città                                                                   | In casa                                                                 | Risultato                                                               | Ospiti                                                                  | Competizione                                                            | Reti                                                                    | Note                                                                    |
| ----------------------------------------------------------------------- | ----------------------------------------------------------------------- | ----------------------------------------------------------------------- | ----------------------------------------------------------------------- | ----------------------------------------------------------------------- | ----------------------------------------------------------------------- | ----------------------------------------------------------------------- | ----------------------------------------------------------------------- |
| 10-8-2011                                                               | Oslo                                                                    | Norvegia                                                                | 3 – 0                                                                   | Rep. Ceca                                                               | Amichevole                                                              | -                                                                       |                                                                         |
| 2-6-2012                                                                | Oslo                                                                    | Norvegia                                                                | 1 – 1                                                                   | Croazia                                                                 | Amichevole                                                              | -                                                                       |                                                                         |
| 9-1-2013                                                                | Città del Capo                                                          | Sudafrica                                                               | 0 – 1                                                                   | Norvegia                                                                | Amichevole                                                              | -                                                                       |                                                                         |
| 12-1-2013                                                               | Ndola                                                                   | Zambia                                                                  | 0 – 0                                                                   | Norvegia                                                                | Amichevole                                                              | -                                                                       |                                                                         |
| 11-6-2013                                                               | Oslo                                                                    | Norvegia                                                                | 2 – 0                                                                   | Macedonia                                                               | Amichevole                                                              | -                                                                       |                                                                         |
| Totale                                                                  |                                                                         | Presenze                                                                | 5                                                                       |                                                                         | Reti                                                                    | 0                                                                       |                                                                         |

## Palmarès

### Club

#### Competizioni nazionali
- Campionato norvegese: 1

Strømsgodset: 2013